# Голуб, Йозеф
Йозеф Голуб (чеш. Josef Holub; 23 февраля 1902, Голице, ныне Пардубицкий край — 11 мая 1973) — чешский скрипач и музыкальный педагог.
Учился в Пражской консерватории у Отакара Шевчика и Рудольфа Рейссига. В 14-летнем возрасте дебютировал с Чешским филармоническим оркестром. С 1921 г. гастролировал по Европе, в 1932 г. был удостоен серебряной медали на международном конкурсе скрипачей в Вене. В 1934 г. основал Квартет имени Яначека, а в 1947—1958 гг. был первой скрипкой Квартета имени Ондржичека. В 1956—1973 гг. профессор Брненской консерватории. Автор трёх скрипичных концертов и других сочинений.